# پیوند پی–ان

یک پیوند پی‌اِن. نماد مدار نشان داده شده است: نوک مثلت از طرف «پی» به اِن است

پیوند P-N (به انگلیسی: P-N junction) اتصال یک نیم‌رسانای مثبت (پی) با یک نیم‌رسانای منفی (اِن) است. این پیوند را می‌توان با روش کاشت یون، نفوذ دادن آلاینده در نیم‌رسانا، یا ارونشست ساخت.

این نوع پیوند در ساخت دیود، دیود نورانی، ترانزیستور، ترانزیستور دوقطبی پیوندی و سلول خورشیدی کاربرد دارد. 

گرچه هر دو نیم‌رسانای پی و اِن بکاررفته در پیوند رساناهای خوبی هستند، اما محل پیوند، نارساناست. نارسانایی به این خاطرست که در نیم‌رسانای پی، حفره‌های الکترونی با بار مثبت و در نیم‌رسانای اِن، الکترون‌ها با بار منفی حامل بار الکتریکی‌اند و در محل پیوند این دو گونه حامل بار به هم رسیده و همدیگر را خنثی می‌کنند؛ لذا به این ناحیه که خالی از بار الکتریکی است، ناحیه تخلیه می‌گویند.

پیوند شاتکی گونه‌ای از پیوند P-N است که در آن فلزی نقش نیم‌رسانای اِن را بازی می‌کند.

## تاریخچه
اختراع پیوند p-n معمولاً به فیزیکدان آمریکایی راسل اوهل از آزمایشگاه‌های بل در سال ۱۹۳۹ نسبت داده می‌شود. دو سال بعد (۱۹۴۱)، وادیم لشکریوف کشف پیوندهای p-n در فتوسلهای Cu2O و سولفید نقره و یکسوسازهای سلنیومی را گزارش کرد. نظریه نوین پیوندهای p-n توسط ویلیام شاکلی در اثر کلاسیک خود «الکترون‌ها و حفره‌ها در نیم‌رساناها» (۱۹۵۰) توضیح داده شد.